# 샌프란시코 신학교
샌프란시스코 신학교 (San Francisco Theological Seminary, SFTS )는 미국 캘리포니아주 샌안젤모(San Anselmo)에 있는 장로교 신학교이다. 신학교는 미국 대학원 및 신학 대학 중 가장 큰 컨소시엄인 버클리에 있는 연합신학 대학원 (GTU)의 창립 멤버였다.
GTU 멤버십을 통해 SFTS 학생들은 Flora Lamson Hewlett 도서관에 사용할 수 있으며 개혁신학 전통을 벗어난 종교 전통에서 배우고 참여할 수 있는 많은 기회를 누릴 수 있다. 또한 SFTS 학생들은 University of California, Berkeley의 학문적 자원에 대한 관여를 하고 있다.

샌프란시스코 신학교

## 저명한 교수진
- 데이비드 노엘 프리드먼 그레이 ( David Noel Freedman Gray) 샌프란시스코 신학 대학원 구약 성서학 교수 (1961-1964); San Diego (1986-2008) , 캘리포니아 대학교의 히브리어 성서 연구에서 기증받은 의자.
- 데이비드 알렉산더 (David Alexander) 샌프란시스코 신학교 (San Francisco Theological Seminary)의 구약 신학 교수이자 포모나 컬리지 (Pomona College) 명예 회장
- 제임스 Muilenburg 회색 교수는 히브리어 Exegesis와 구약 (1963-1972).
- John Dillenberger 샌프란시스코 신학 대학원 학부장; 교수 신학 대학원 신학 대학원 버클리; 하버드 대학 역사 및 철학 프로그램 의장
- Philip L. Wickeri 홍콩 대주교의 신학 및 역사 연구를위한 고문과 홍콩 성 쿵후 명화 신학 대학의 교회사 교수